# The Outcasts
The Outcasts, produktionstitel The Outskirts, är en amerikansk ungdomskomedifilm från 2017 regisserad av Peter Hutchings. Huvudrollerna spelas av Eden Sher, Victoria Justice, Ashley Rickards, Claudia Lee, Katie Chang, Peyton List, Avan Jogia och Will Peltz.

## Handling
De bästa vännerna Jodi (Victoria Justice) och Mindy (Eden Sher) har plågats i flera år av skolans populäraste tjejer Whitney och Mackenzie (Claudia Lee och Peyton List). Jodi och Mindy planerar att ligga lågt under sitt seniorår, men när de blir offer för en förödmjukande överraskning skapar de två en plan för att förena skolans utstötta och starta en social revolution. De samarbetar med Dave (Avan Jogia), Claire (Katie Chang) och Virginia (Ashley Rickards).

## Rollista i urval
| Eden Sher         | – Mindy Goldman   |
| Victoria Justice  | – Jodi Watson     |
| Ashley Rickards   | – Virginia Doe    |
| Claudia Lee       | – Whitney Nort    |
| Katie Chang       | – Claire Connors  |
| Peyton List       | – Mackenzie Smith |
| Avan Jogia        | – Dave Quinn      |
| Will Peltz        | – Colin Hackett   |
| Jazmyn Richardson | – Sugar Morey     |
| Frank Whaley      | – Herb Watson     |
| Ted McGinley      | – Rektor Whitmore |
| Harry Katzman     | – Louie Frank     |
| Nick Bailey       | – Rick Hogan      |
| Alex Shimizu      | – Howard Chang    |